# Carole LaFavor
Carole S. LaFavor (née le 12 février 1942 ou 1948 et morte le 21 novembre 2011) est une autrice ojibwée, infirmière et militante pour les droits des amérindiens aux États-Unis. Elle est notamment connue pour son activisme contre le VIH/SIDA, et a figuré dans le film de Mona Smith (en) Her Giveway, sorti en 1988, où elle raconte ses expériences de vie avec la maladie. Ses deux romans, Along the Journey River et Evil Dead Center, ont été publiés par Firebrand Books (en) et son essai « Walking the Red Road » apparaît dans l'anthologie Positive Women: Voices of Women Living with AIDS éditée par Andrea Rudd et Darien Taylor.

## Biographie
LaFavor est née au Minnesota le 12 février 1942 ; son nom de naissance est Carole Nelson, mais elle décide dans les années 1970 de le changer pour LaFavor dans une démarche de retour vers ses racines amérindiennes. Elle s'identifie comme bispirituelle et lesbienne,,. 

### Militantisme pour les droits des amérindiens
En 1983, LaFavor évoque son viol par deux hommes blancs lors des procédures de l'ordonnance sur les droits civiques antipornographie à Minneapolis. Elle relie les actes de ses agresseurs à des motifs colonialistes et misogynes, et souhaite que son témoignage améliore la situation des générations suivantes.

### Militantisme autour du VIH/SIDA
Diagnostiquée séropositive en 1986, elle fonde Positively Native, une organisation qui soutient les Amérindiens atteints du VIH/SIDA. Elle s’exprime fréquemment dans les médias ou dans des conférences publiques où elle aborde son identité et les circonstances de sa contamination. Son parcours médical est empreint de cérémonies rituelles, auxquelles elle attribue une importance certaine dans sa survie. LaFavor encourage l'utilisation de la médecine traditionnelle pour les Amérindiens atteints du VIH/SIDA et les invite à se rassembler au sein de leurs communautés pour aider les femmes autochtones à recevoir un soutien culturellement approprié en matière de VIH/SIDA : il s’agit à la fois d’entraide matérielle (pour les repas, les vêtements, les soins) et spirituelle. Dans les premiers temps de l’épidémie, les populations natives ne sont pas prises en compte du tout, l’opinion générale étant que la maladie touchait surtout les hommes blancs gays.
Lorsque le gouvernement américain, par le biais du Center for Disease Control, décide en 1988 d’avertir par courrier la population au sujet de l’épidémie, LaFavor participe à cette communication.
LaFavor a travaillé avec le Minnesota American Indian AIDS Task Force et a été membre du Conseil consultatif du président sur le VIH/SIDA de 1995 à 1997, où elle a été une des deux seules membres amérindiennes avec Sharon Day (en).
Elle participe au documentaire Her Giveway: A Spiritual Journey with AIDS où sa narration est centrale.

### Carrière littéraire
LaFavor publie deux romans avec l’éditeur Firebrand Books (en) ; des documents ainsi que des exemplaires sont conservés dans les archives de l’éditeur au sein de la bibliothèque de l’Université Cornell. Ses romans mettent en scène une protagoniste amérindienne, bispirituelle et queer : Renee LaRoche est détective et mène des enquêtes dans une réserve fictive. L’héroïne est également confrontée à des problématiques culturelles au contact d’autres personnages américains blancs, et plus généralement aux inégalités démographiques : enfants amérindiens adoptés dans des familles blanches, taux de disparition des femmes amérindiennes anormalement élevés…
Il s’agit des premiers ouvrages de fiction policière et lesbienne publiés par un auteur amérindien,. La série devait initialement compter un troisième volume, mais la mort de LaFavor a entraîné sa fin.
Ces romans sont republiés par l’université du Minnesota en 2017, accompagnés d’essais les recontextualisant.

### Décès
Carole LaFavor est décédée le 21 novembre 2011. Elle laisse une fille, Theresa laFavor. 

## Publications

### Non-fiction
- Native Women Living beyond HIV/AIDS Infection (1997), avec Linda Burhansstipanov (en), Shirley Hoskins, Gloria Bellymule et Ron Rowell

### Fiction
- Along the Journey River (1996)
- Evil Dead Center (1997/1998)